# Aquitani

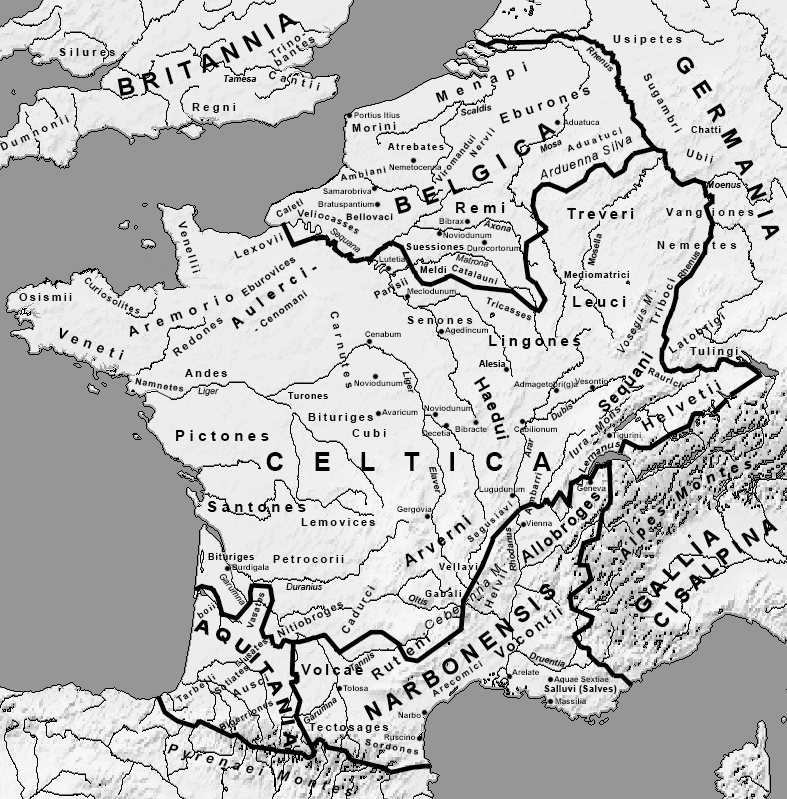
La Gallia al tempo di Cesare.

Gli Aquitani erano un popolo misto di celti e iberi (presentavano affinità con i vasconi della media valle dell'Ebro) che vivevano appunto nell'Aquitania, regione della Francia sud-occidentale compresa tra Garonna, Pirenei e Oceano Atlantico, fino a Couserans. Aveva quindi un'estensione diversa dall'attuale e omonima regione della Francia.
Durante il processo di romanizzazione, gli Aquitani adottarono gradualmente il latino (latino volgare) e la civiltà romana. La loro antica lingua, l'aquitano, fu un precursore della lingua basca e il substrato della lingua guascone (una delle lingue romanze) parlata in Guascogna.

## Storia

Localizzazione del popolo degli Aquitani

Secondo il geografo greco Strabone, gli Aquitani "differiscono dai popoli celtici sia per la loro costituzione fisica sia per la lingua che parlano, e sono più simili agli Iberi". Aggiunge che "esistono più di venti popoli aquitani, tutti deboli e oscuri ".
Gli Aquitani si guadagnavano da vivere con l'allevamento di pecore, mucche e cavalli. Praticavano l'agricoltura fin dal Neolitico. Quelli che vivevano nelle valli pirenaiche praticavano la transumanza attraverso la Penisola iberica, mentre quelli dell'interno della Guascogna vivevano della coltivazione del grano. Si sa che erano abili nella fabbricazione del ferro e nella lavorazione dell'oro e dell'argento (i Tarbelli di Chalosse).
Probabilmente poco bellicosi, non formarono un'unità politica fino all'arrivo dei Romani, che facilitarono la vittoria di questi ultimi, sia attraverso l'influenza militare o la minaccia, sia schiacciando le tribù che resistevano. Giulio Cesare osservò che erano più simili agli Iberi che ai Galli.
Gli antenati dei Baschi (Aquitani, Vasconi, ecc.) sono stati spesso collegati agli Iberi, ma questa teoria è stata completamente abbandonata dopo i lavori di Bosch-Gimpera nel 1925, e poi di Caro Baroja, confermati da Gerhard Bähr. Secondo molti linguisti, la loro lingua, l'aquitano, è imparentata con quella dei vasconi, antenati dei guasconi e dei baschi, così come alcuni degli altri popoli aquitani.
Con una "relativa indipendenza" rispetto ai Romani, questo desiderio di autonomia si manifestò nel fatto che gli Aquitani avevano una propria lingua.
Avendo una "relativa indipendenza" al di là dei Romani, questo desiderio di autonomia si sarebbe poi manifestato con i Visigoti e i Franchi con la creazione della Novempopulana e poi del Ducato di Vasconia, o in associazione con i Vasconi.

## Lingua
La lingua aquitana e la moderna lingua basca, sono comunemente ritenute lingue preindoeuropee e paleoeuropee, un residuo delle lingue parlate in Europa occidentale prima dell'arrivo delle popolazioni indoeuropee. Tuttavia, è ancora aperto il dibattito in merito al rapporto che esisterebbe tra la lingua aquitana e la ricostruita lingua proto-basca: una prima ipotesi sostiene che il proto-basco e l'aquitano siano sostanzialmente lo stesso idioma o, al più, due dialetti di una stessa lingua; mentre una seconda ipotesi interpreta la lingua proto-basca e la lingua aquitana come "lingue sorelle" all'interno della famiglia delle lingue vasconiche, entrambe discendenti da un'ipotetica lingua proto-vasconica. 
Secondo Francisco Villar, la lingua basca iniziò a diffondersi dall'Aquitania verso gli attuali Paesi Baschi solo a partire dall'epoca della Repubblica Romana e nei secoli successivi, in particolare dal V al V secolo. Dopo aver ricordato la quasi totale assenza di nomi baschi nei territori dell'attuale Paese Basco nel II secolo a.C., sia in termini di idronimia, toponimia o antroponimia, sottolinea che allo stesso tempo vi era un'abbondanza di antroponimia vasconica in Aquitania.
Per lui, questo insieme di fatti è compatibile con le ipotesi che postulano un'infiltrazione tardiva della popolazione dall'Aquitania verso i Paesi Baschi. Ciò spiegherebbe la quasi totale assenza di vecchi toponimi con etimologia vasconica: i parlanti vasconici, arrivati da poco e ancora poco numerosi, non avrebbero avuto la possibilità di apportare grandi modifiche al patrimonio toponomastico prima del loro arrivo. I parlanti baschi cominciarono a penetrare nella Penisola iberica dall'altro lato dei Pirenei solo a partire dall'epoca della Roma repubblicana, per poi intensificare la loro presenza nei secoli successivi.
Villar fa notare che gli idronimi dell'Aquitania sono noti anche in altre parti d'Europa e sono facilmente compatibili con etimologie indoeuropee (Argantia, Adour, Tarn, Sigmanos); e molti dei toponimi sono compatibili anche con etimologie indoeuropee non galliche o non necessariamente galliche (Curianum, Aquitaine, Burdigala, Cadurci, Auscii, Eluii, Rutani, Cala- (gorris), Latusates, Cossion, Sicor, Oscide, Vesuna, ecc.) ). D'altra parte, non ci sono praticamente nomi, o serie di nomi, che possano ragionevolmente essere spiegati da un'etimologia proto-basca (Anderedon potrebbe essere uno di questi).
Per questo motivo, egli conclude che l'onomastica aquitana non è compatibile con la possibilità che il proto-basco sia "l'elemento primordiale". Al contrario, è più compatibile con l'ipotesi che anche i parlanti di questa lingua siano arrivati tardi in Aquitania, quando l'idrotoponimia era già consolidata. Devono aver "vasconizzato" in tutto o in parte la popolazione precedente, che ha iniziato a utilizzare in larga misura l'antroponimia vasconica. Ma la toponomastica precedente rimase e il processo di vasconizzazione fu probabilmente presto interrotto dalla celticizzazione e poi dalla romanizzazione.